# 奥贝胆酸
奥贝胆酸（英語：Obeticholic acid，缩写OCA，也叫做6α-乙基-鹅去氧胆酸，6α-ethyl-chenodeoxycholic acid，商品名Ocaliva）是一种半合成胆汁酸，用于治疗原发性胆汁性胆管炎，后又用于治疗几种肝病。大日本住友製藥拥有此药在中国和日本的所有权。